# Arrondissement administratif de Mons
L'arrondissement administratif de Mons est l'un des sept arrondissements administratifs de la province belge de Hainaut, en Région wallonne. Sa superficie est de 583,99 km2 et sa population au 1er janvier 2025 s’élevait à 261 825 habitants, soit une densité de population de 445 habitants/km2
L'arrondissement judiciaire de Mons comprend, outre les communes de l'arrondissement administratif de Mons-Borinage, toutes les communes de l'arrondissement de Soignies (hormis Lessines) ainsi que les communes de Brugelette et Chièvres, toutes deux situées dans l'arrondissement d'Ath.
Cet arrondissement administratif fait partie de l'arrondissement judiciaire du Hainaut.

## Histoire
L'arrondissement de Mons fut créé lors de la période française, en 1800, comme le deuxième des trois arrondissements du département de Jemmapes.
En 1818, sous le royaume uni des Pays-Bas, l'arrondissement d'Ath et l'arrondissement de Soignies furent créés, diminuant ainsi de moitié la superficie de l'arrondissement de Mons : le canton de Chièvres fut ajouté à l'arrondissement d'Ath, tandis que les cantons d'Enghien, du Rœulx et de Soignies formèrent l'arrondissement de Soignies.
En 1965, la commune de Saint-Denis passa de Soignies à Mons et une partie de la commune d'Hautrage fut donnée à Ath.
En 1977, Cambron-Casteau fut donné à Ath alors que Chaussée-Notre-Dame-Louvignies gagna l'arrondissement de Soignies. Soignies donna de son côté la commune de Villers-Saint-Ghislain et une partie de la commune du Rœulx.

## Communes et leurs sections

### Communes
- Boussu
- Colfontaine
- Dour
- Frameries
- Hensies
- Honnelles
- Jurbise
- Lens
- Mons
- Quaregnon
- Quévy
- Quiévrain
- Saint-Ghislain

### Sections
- Angre
- Angreau
- Asquillies
- Athis
- Audregnies
- Aulnois
- Autreppe
- Baisieux
- Baudour
- Bauffe
- Blaregnies
- Blaugies
- Bougnies
- Boussu
- Cambron-Saint-Vincent
- Ciply
- Cuesmes
- Dour
- Élouges
- Erbaut
- Erbisœul
- Erquennes
- Eugies
- Fayt-le-Franc
- Flénu
- Frameries
- Genly
- Ghlin
- Givry
- Gœgnies-Chaussée
- Hainin
- Harmignies
- Harveng
- Hautrage
- Havay
- Havré
- Hensies
- Herchies
- Hornu
- Hyon
- Jemappes
- Jurbise
- La Bouverie
- Lens
- Lombise
- Maisières
- Marchipont
- Masnuy-Saint-Jean
- Masnuy-Saint-Pierre
- Mesvin
- Mons
- Montignies-lez-Lens
- Montignies-sur-Roc
- Montrœul-sur-Haine
- Neufmaison
- Nimy
- Noirchain
- Nouvelles
- Obourg
- Onnezies
- Pâturages
- Quaregnon
- Quévy-le-Grand
- Quévy-le-Petit
- Quiévrain
- Roisin
- Saint-Denis
- Saint-Ghislain
- Saint-Symphorien
- Sars-la-Bruyère
- Sirault
- Spiennes
- Tertre
- Thulin
- Villerot
- Villers-Saint-Ghislain
- Warquignies
- Wasmes
- Wasmuel
- Wihéries

## Démographie
- Source : Statbel - Remarque : 1806 - 1970 = recensements ; à partir de 1980 = population au 1er janvier[1]